# Fausta Arschakuni

Die Grenzen des oströmischen Reiches (grün) um 650 n. Chr.

Fausta Arschakuni (* um 630; † nach 668) war eine Prinzessin aus der Dynastie der Arsakiden, die durch ihre Ehe mit Konstans II. (* 7. November 630; † 15. September 668 in Syrakus) Kaiser von Byzanz (641–668) zur Kaiserin von Konstantinopel wurde.

## Herkunft
Fausta entstammte dem ursprünglich parthischen Fürstenhaus der Arsakiden, das von etwa 240 v. Chr. bis 224 nach Chr. das Parthische Reich als Großkönige beherrschte und von 54 n. Chr. bis 428 das Königreich Armenien regierte.
Ihr Großvater Johannes Mystakon war mit Placida, einer Tochter des Anastasios und der Juliana, verheiratet. Über Letztere stammt Fausta in 8. Generation von Valentinian III. (Flavius Placidus Valentinianus) ab, der von 425 bis 455 als Kaiser das Weströmische Reich regierte. Auf diesen geht wohl auch der bei den Arsakiden ungewöhnliche Name Valentinos ihres Vaters zurück.
Ihr Vater, der Caesar Valentinos (Valentinianos/Valentinus) Arschakuni, (* um 590; † 644) war ein byzantinischer Feldherr, auch Prätendent auf die Kaiserkrone und unter Kaiser Konstans II. zeitweise Regent des Byzantinischen Reiches. Von ihrer Mutter ist weder der Name noch die Herkunft bekannt.

## Leben

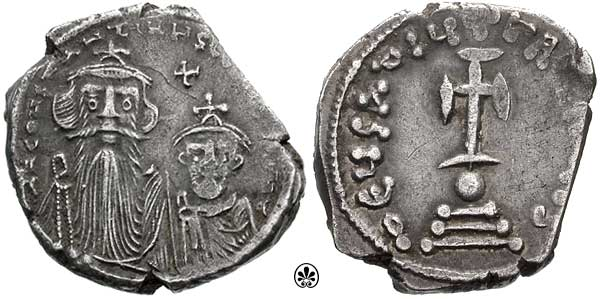
Konstans II. und sein Sohn Konstantin auf einem Hexagramm

### Kindheit unter dem Einfluss des Vaters
Faustas Leben war durch ihre Herkunft als Mitglied einer der vornehmsten Familien von Konstantinopel und durch die Nähe zum kaiserlichen Hof geprägt, an dem ihr Vater als Schatzmeister von Herakleios, Kaiser des oströmischen Reiches (610–641), eine wichtige Rolle spielte. Der Ehrgeiz ihres Vaters beeinflusste Faustas Leben entscheidend. Nach dem Tod von Kaiser Heraclius am 11. Februar 641 begann ihr Vater eine militärische Laufbahn und zeichnete sich im Osten des Reiches im Kampf gegen das expandierende Islamische Reich unter dem zweiten Kalifen Omar (634–644) aus. Damit schuf er sich die Voraussetzung, um in den internen Machtkampf einzugreifen, stürzte durch eine Revolte den Kaiser Heraklonas, der 641 für einige Monate regierte, und erzwang die Einsetzung von dessen jungen Neffen Konstans II. als Kaiser des Oströmischen Reiches (641–668).

### Machtansprüche ihres Vaters
Der Ehrgeiz ihres Vaters war damit aber noch nicht befriedigt. Er wollte, gestützt auf seine Herkunft, die Kaiserkrone. Seine Tochter Fausta wurde daher ausersehen, ihrem Vater zum Thron zu verhelfen. Dazu verheiratete sie Valentinos 641 mit seinem Schützling, dem elfjährigen Kaiser Konstans II. Fausta wurde dadurch 641 mit dem Titel Augusta zur Kaiserin des Oströmischen Reiches.
Nicht genug damit erklärte ihr Vater, dass die Verteidigung des Reiches gegen die bedrohliche Expansion des jungen Islamischen Staates unter dem Kalifen Omar nicht einem kindlichen Kaiser überlassen werden könne, sondern eines erfahrenen Generals bedürfe. Er verlangte daher, zum Mitkaiser gekrönt zu werden.
Dieser Versuch scheiterte jedoch an einer Revolte der Anhänger der regierenden Dynastie der Herakleiden Faustas Vater wurde 641 mit dem Titel Caesar und mit dem Oberkommando der Truppen im Osten des Reiches entschädigt, verlor jedoch 642 Alexandrien an den großen arabischen Feldherren Amr ibn al-Ās, der die Mauern von Alexandrien schleifen ließ und Fostat, nahe dem heutigen Kairo als neue Hauptstadt Ägyptens erbauen ließ.
Faustas Vater übte aber de facto in den Jahren 642 und 643 für seinen minderjährigen Schwiegersohn die Regentschaft über das Oströmische Reich aus.
In den Jahren 643/644 unternahm Faustas Vater als magister militum per Orientem (Heermeister im Osten des Reiches) neuerlich Feldzüge gegen die Islamische Expansion. Die Kampagne endete jedoch mit mehreren Niederlagen der oströmischen Truppen, worauf es zum Bruch zwischen ihm und seinem Schwiegersohn, Kaiser Konstans II. kam. Für Fausta war dies naturgemäß ein Dilemma, da sie in der Mitte des Konfliktes zwischen ihrem Vater und ihrem Ehemann stand. Ihr Vater, der Caesar Valentinos, beschloss daher alles auf eine Karte zu setzen und marschierte, wie der armenische Autor Pseudo-Sebeos schreibt, mit seinen Truppen nach Konstantinopel und verlangte erneut die Kaiserkrone. Er scheiterte jedoch damit am Widerstand des Patriarchen von Konstantinopel Paulos II. und an einem Volksaufstand gegen den Usurpator, der von den aufgebrachten Massen 644 getötet wurde. Fausta verlor dadurch ihren Vater, dem sie ihre Rolle als Kaiserin verdankte.

### Islamische Expansion
Die Reichspolitik war in den folgenden Jahren vom Abwehrkampf gegen die Expansion des islamischen Kalifates geprägt, wo 644 Uthman ibn Affan, der Schwiegersohn des Propheten Mohammed, aus dem Haus der Omajaden, das Kalifat von dem verstorbenen Kalifen Umar ibn al-Chattab übernahm. Dieser begann mit dem Bau einer Flotte, die in den folgenden Jahren Zypern und Rhodos überfiel und der oströmischen Flotte eine vernichtende Niederlage zufügte. Wegen der Minderjährigkeit von Faustas Ehemann übte in den folgenden Jahren der Senat de facto die Leitung der Regierungsgeschäfte aus.
Im Jahre 648 übernahm jedoch Faustas Ehemann, Kaiser Konstans II., mit 18 Jahren selbst die Herrschaft. Er war ambitioniert und kümmerte sich, trotz der Bedenken Faustas, persönlich um die Verteidigung der östlichen und südlichen Reichsgebiete gegen den arabischen Vormarsch. Dies allerdings mit geringem Erfolg, da er in den folgenden Jahren Armenien, Zypern, sowie große Gebiete in den Provinzen südlich und östlich des Mittelmeeres verlor.
Fausta sah nach 656 wieder öfter ihren Ehemann, da es nach der am 17. Juni erfolgten Ermordung des Kalifen Uthman für Konstantinopel zu einer Entspannung an dieser Front kam. Dies, da wegen interner Auseinandersetzungen im muslimischen Lager zwischen Ali ibn Abi Talib (* c. 598; † 661 in Kufa) (vierter Kalif der Sunniten und erster Imam der Schiiten) dem Neffen und Schwiegersohn des Propheten Mohammed, und Muawiya I., dem Statthalter von Damaskus aus dem Haus der Omajaden, ein Bürgerkrieg ausbrach. Diese Phase relativen Friedens endete jedoch 661 mit dem Sieg Muawijas und der Ermordung des Kalifen Ali. Der neue Kalif Muawija war jedoch so geschwächt, dass er sich vorerst zu Tributzahlungen Faustas Ehemann verpflichten musste.

### Religiöse Auseinandersetzungen
Auch im Bereich der Innenpolitik gab es bewegte Zeiten, da im Oströmischen Reich ein heftiger Streit zwischen Monophysiten (Lehre, wonach Christus nur eine Natur, nämlich eine göttliche, hat) und den Orthodoxen (Christus hat gemäß dem Konzil von Chalcedon (451) eine doppelte Natur, eine göttliche und eine menschliche) ausbrach.
Es ist nicht bekannt, welche Haltung Fausta persönlich einnahm, da diese Frage jedoch im Vordergrund der damaligen intellektuellen Debatte in Konstantinopel stand, ist davon auszugehen, dass sie persönlich Anteil an den Debatten nahm und in dieser Frage die Meinung ihres Ehemannes teilte. Dieser Streit wurde so heftig geführt, dass Kaiser Konstans II. 648 die diesbezüglichen Debatten per Erlass für beendet erklärte. Dies führte jedoch nicht zum Frieden, sondern zu einer Allianz der Orthodoxen mit dem Papst, der auf einer Synode in Rom 649 die Verdammung des Monophysitismus und auch des von Konstans II. selbst vertretenen Monotheletismus (Lehre, wonach Christus zwei Naturen – eine göttliche und eine menschliche –, aber nur einen Willen besitzt) durchsetzte. Der Kaiser wurde zwar vom Papst nicht persönlich verurteilt, fühlte sich jedoch in seiner Autorität angegriffen. Er ließ den Führer der Orthodoxen Maximus sowie Papst Martin I. gefangen nehmen und nach Konstantinopel schaffen. Dort wurde Maximus verurteilt, es wurden ihm die Zunge und beide Hände abgeschnitten und er wurde in die östlichen Provinzen verbannt. Papst Martin I. entging zwar der Verstümmelung, wurde jedoch nach Chersones (auf der Krim) verbannt und starb dort einige Jahre später.
Fausta gebar 652 – zehn Jahre nach ihrer Eheschließung – in Konstantinopel ihrem Gemahl Konstans II. den Thronfolger und späteren Kaiser Konstantin IV. und später dessen Brüder Heraclius und Tiberius, die 659 zu Mitkaisern ernannt wurden.

### Kaiserliche Residenz in Syrakus
Bald nach der Konsolidierung seiner Macht setzte der neue Kalif Muawija die expansive Politik seines Vorgängers gegenüber dem Oströmischen Kaiserreich fort. Statt sich nunmehr neuerlich der Abwehr der drohenden Gefahr im Osten zu widmen, wandte Kaiser Konstans sein Interesse dem Westen zu. Er marschierte mit einer Armee über Thessaloniki nach Athen und setzte nach Italien über. Er besuchte als erster Kaiser von Konstantinopel seit der faktischen Teilung des Reiches im Jahre 395 Rom, die alte Hauptstadt des Imperiums, zog nach Erhebung großer Abgaben, angeblich unter Mitnahme der kupfernen Kirchendächer, von Rom wieder ab, versuchte das langobardische Fürstentum Benevent zu erobern und zog sich nach Misslingen der Belagerung von Benevent nach Sizilien zurück, wo er Syrakus für den Rest seiner Herrschaft zur Residenzstadt machte.
Die Ursache für die Abwendung von Konstantinopel mag darin liegen, dass er dort dank der militärischen Rückschläge und hoher Steuern und nicht zuletzt wegen der 659/60 in seinem Auftrag erfolgten Ermordung seines jüngeren Bruders Theodosius extrem unpopulär war und sich daher in Sizilien besser aufgehoben fühlte.
Fausta und die Kinder sollten dem Wunsch des Kaisers entsprechend ihm nach Sizilien folgen. Dies wurde jedoch von den Verantwortlichen in der Hauptstadt nicht zugelassen. Diese Version findet sich auch bei Judith Herrin. Anders hingegen Charles Cawley, nach der Chronik des Theophanes; nach dem Kaiser Konstans II. beschloss, den kaiserlichen Sitz nach Rom zu verlegen. Er verließ tatsächlich Konstantinopel und begab sich in Begleitung seiner Frau und seiner drei Kinder nach Syrakus in Sizilien. Die Lösung des Widerspruches mag vielleicht darin liegen, dass Fausta nur kurzfristig in Syrakus war, später aber nach Konstantinopel zurückkehrte. Konstans II. wurde am 15. Juli 668 in Syrakus von einem Mitglied seines Hofstaates im Bad ermordet.
Faustas Leben erfuhr im Jahre 668 eine entscheidende Wende, da Kaiser Konstans nach Konstantinopel überführt und feierlich in der Apostelkirche bestattet wurde. Diese war nach der Hagia Sophia die bedeutendste Kirche in Konstantinopel, wurde jedoch 1461 von den Osmanen zerstört, um Platz für die Sultan Mehmet Fatih-Moschee zu schaffen.
Fausta überlebte ihren Gemahl und starb in Konstantinopel. Ihr genaues Todesdatum ist jedoch nicht bekannt. Sie wurde bei ihrem Gemahl in der Apostelkirche begraben.

## Ehe und Nachkommen
Fausta war seit 641 mit Konstans II., Kaiser von Konstantinopel (641–668), vermählt. Dieser war ein Sohn des Kaisers Konstantin III. (641) aus der Herakleischen Dynastie und dessen Gemahlin Gregoria (* c. 612; † nach 650). Gregoria war eine Tochter des Feldherren Niketas, der seinem Cousin, Kaiser Herakleios, gegen den Usurpator Phokas (602–610) und gegen das Perserreich der Sassaniden wichtige Kriegsdienste geleistet hatte.
Fausta war durch diese Ehe auch mit dem persischen Haus der Sassaniden verschwägert, da die Schwester ihres Ehemannes Kaiser Konstans II., Manyanh, mit Yazdegerd III. (632–651), dem letzten sassanidischen Großkönig von Persien, verheiratet war. Sofern die Kinder von Yazdegerd III. aus dieser Ehe stammten, wäre Fausta gemäß einer späteren Tradition über dessen Tochter Shahr Banu mit Al-Husain ibn 'Alī, dem zweiten Imam der Schiiten, der in der Schlacht bei Kerbala am 10. Oktober 680 fiel, und über dessen Schwester Izundat mit Bostanai, dem ersten Exilarchen (Haupt der exilierten Juden in Babylonien aus dem Haus von König David), verschwägert.
Deren Söhne waren:
- Konstantin IV. (* 648; † 14. September 685), regierte von 668 bis 685 als Kaiser des Oströmischen Reichs, ⚭ Anastasia († n. 711), (? T. v. Johannes Athalarich (* c. 600; † n. 637), außerehelicher Sohn des Kaisers Herakleios I. und Usurpator des Thrones). Seine Söhne:
  - Justinian II., Kaiser von Konstantinopel (685–695 und 705–711)
  - Herakleios, Prinz, † n. 681/83
- Herakleios, Mitkaiser von 659 bis 681, wurde aber von seinem ältesten Bruder Kaiser Konstantin IV. entthront und verstümmelt, † n. 681/83
- Tiberios, Mitkaiser von 659 bis 681, wurde zugleich mit seinem älteren Bruder entthront und gleichfalls verstümmelt